# 莫氏天竺鯛
莫氏天竺鯛（學名：Apogon mosavi），為輻鰭魚綱天竺鯛科天竺鯛屬下的一個種，分布於中西大西洋巴哈馬到海地與牙買加海域，棲息在沿海礁石區，屬肉食性，以小型無脊椎動物為食，夜行性，繁殖期時，雄魚具有口孵習性，卵約7日化成仔魚，由雄魚吐出，具短暫的仔魚飄浮期，生活習性不明。